# Australopacifica laingii
Australopacifica laingii är en plattmaskart som först beskrevs av Arthur Dendy 1895.  Australopacifica laingii ingår i släktet Australopacifica och familjen Geoplanidae. Inga underarter finns listade i Catalogue of Life.